# WWE Insurrextion
Insurrextion était un pay-per-view de catch organisé par la World Wrestling Entertainment, exclusif au Royaume-Uni. À partir de 2002, c'était un show exclusif à la division RAW. Après l'édition de 2003, tous les PPVs exclusifs au Royaume-Uni ont été arrêtés.
Il est à noter que Triple H a participé aux main events de chaque édition.

## 2000
Insurrextion 2000 s'est déroulé le 6 mai 2000 au Earls Court de Londres, Angleterre.
| #                                                          | Résultats                                                                            | Stipulations                                     | Commentaires | Durée |
| ---------------------------------------------------------- | ------------------------------------------------------------------------------------ | ------------------------------------------------ | --- | ----- |
| 1                                                          | Too Cool (Grand Master Sexay et Scotty 2 Hotty) battent Dean Malenko et Perry Saturn | Tag team match                                   | - Sexay a effectué le tombé sur Saturn.                                                                             | 07:00 |
| 2                                                          | Kane bat Bull Buchanan                                                               | Match simple                                     | - Kane a effectué le tombé sur Buchanan.                                                                            | 03:31 |
| 3                                                          | Road Dogg bat Bradshaw                                                               | Match simple                                     | - Road Dogg a effectué le tombé sur Bradshaw.                                                                       | 05:58 |
| 4                                                          | The Big Show et Rikishi battent The Dudley Boyz (Bubba Ray et D-Von)                 | Tag team match                                   | - Big Show a effectué le tombé après un chokeslam.                                                                  | 07:10 |
| 5                                                          | Kurt Angle bat Chris Benoit                                                          | Match simple                                     | - Angle a effectué le tombé sur Benoit.                                                                             | 06:04 |
| 6                                                          | The British Bulldog bat Crash Holly (c)                                              | Match simple pour le WWF Hardcore Championship   | - Bulldog a effectué le tombé sur Holly. - Ceci marquait la dernière apparition en pay-per-view du British Bulldog. | 03:37 |
| 7                                                          | The Hardy Boyz (Matt et Jeff) battent Edge et Christian (c) par disqualification     | Tag team match pour le WWF Tag Team Championship | - Edge et Christian était disqualifiés, ce qui leur permettaient de conserver les ceintures.                        | 12:53 |
| 8                                                          | Eddie Guerrero (c) bat Chris Jericho                                                 | Match simple pour le WWF European Championship   | - Guerrero a effectué le tombé sur Jericho.                                                                         | 12:56 |
| 9                                                          | The Rock (c) bat Shane McMahon et Triple H                                           | Triple Threat match pour le WWF Championship     | - Rock a effectué le tombé sur McMahon.                                                                             | 15:37 |
| (c) désigne le champion défendant son titre dans le match. |                                                                                      |                                                  | |       |

## 2001
Insurrextion 2001 s'est déroulé le 5 mai 2001 au Earls Court de Londres, Angleterre.
| #                                                          | Résultats | Stipulations | Commentaires | Durée |
| ---------------------------------------------------------- | --- | --- | --- | ----- |
| 1                                                          | Eddie Guerrero bat Grand Master Sexay                                                                                                 | Match simple | - Guerrero a effectué le tombé sur Sexay avec un roll-up. | 04:30 |
| 2                                                          | Perry Saturn et Dean Malenko battent Hardcore Holly et Crash Holly                                                                    | Tag team match | - Saturn a effectué le tombé sur Crash après une Swinging Fisherman's Suplex. | 05:37 |
| 3                                                          | Bradshaw bat The Big Show | Match simple | - Bradshaw a effectué le tombé sur Big Show après une Clothesline from Hell. - Le match était à l'origine Big Show vs. Test, mais Test était blessé.                                                           | 03:20 |
| 4                                                          | Edge et Christian battent X-Factor (X-Pac et Justin Credible), The Hardy Boyz (Matt et Jeff), et The Dudley Boyz (Bubba Ray et D-Von) | Fatal Four-Way Elimination match                                                                                    | - Jeff a effectué le tombé sur X-Pac après une Swanton Bomb (5:42) - Christian a effectué le tombé sur Jeff après un Unprettier (6:02) - Edge a effectué le tombé sur Bubba Ray après un Gore de Rhyno (13:20) | 13:20 |
| 5                                                          | Chris Benoit bat Kurt Angle | Two Out of Three Falls match                                                                                        | - Benoit a effectué le tombé sur Angle - Benoit a effetcué le tombé sur Angle | 14:23 |
| 6                                                          | Chris Jericho bat William Regal | Match simple pour remporter la "Queen's Cup"                                                                        | - Jericho a fait abandonner Regal sur le Walls of Jericho. | 14:46 |
| 7                                                          | The Undertaker bat Steve Austin (c) et Triple H                                                                                       | Handicap match pour le WWF Championship,The Undertaker doit faire le tombé sur Steve Austin pour remporter le titre | - Undertaker a effectué le tombé sur Triple H après un Chokeslam. - Le titre WWF d'Austin était en jeu mais ne changeait pas de mains comme l'Undertaker a réalisé le tombé sur Triple H.                      | 17:12 |
| (c) désigne le champion défendant son titre dans le match. | | | |       |

## 2002
Insurrextion 2002 s'est déroulé le 4 mai 2002 au Wembley Arena de Londres, Angleterre. C'était le dernier PPV sous le nom "World Wrestling Federation".
| #                                       | Match                                                                                    | Stipulation                                        | Durée |
| --------------------------------------- | ---------------------------------------------------------------------------------------- | -------------------------------------------------- | ----- |
| Dark                                    | Mr. Perfect bat Goldust                                                                  | Match simple                                       | /     |
| 1                                       | Rob Van Dam bat Eddie Guerrero (c) par disqualification                                  | Match simple pour le championnat Intercontinental. | 11:24 |
| 2                                       | Jacqueline et Trish Stratus battent Jazz et Molly Holly                                  | Match par équipes.                                 | 7:43  |
| 3                                       | X-Pac bat Bradshaw                                                                       | Match simple.                                      | 8:49  |
| 4                                       | Booker T bat Steven Richards (c)                                                         | Hardcore match pour le championnat Hardcore.       | 9:50  |
| 5                                       | Hardy Boyz (Jeff et Matt Hardy) battent Brock Lesnar et Shawn Stasiak (avec Paul Heyman) | Match par équipes.                                 | 6:42  |
| 6                                       | Spike Dudley (c) bat William Regal                                                       | Match simple pour le championnat Européen.         | 4:56  |
| 7                                       | Stone Cold Steve Austin bat Big Show                                                     | Match simple avec Ric Flair en arbitre spécial.    | 15:00 |
| 8                                       | Triple H bat The Undertaker                                                              | Match simple                                       | 14:31 |
| (c) désigne le(s) champion(s) en titre. |                                                                                          |                                                    |       |

## 2003
Insurrextion 2003 s'est déroulé le 7 juin 2003 au Telewest Arena de Newcastle, Angleterre.
- Dark match: Maven def. Christian Eckstein
  - Maven a effectué le tombé sur Eckstein après un Missile Dropkick.
- Dark match: The Hurricane def. Lance Storm
  - Hurricane a effectué le tombé sur Storm après un Shining Wizard.
- Jazz (w/Theodore Long) def. Trish Stratus pour conserver le WWE Women's Championship(10:45)
  - Jazz a effectué le tombé sur Stratus.
- Christian def. Booker T pour conserver le WWE Intercontinental Championship(15:12)
  - Christian a effectué le tombé sur Booker après avoir renversé en roll-up et utilisé les cordes pour le décompte.
- Rob Van Dam et Kane def. La Résistance (Sylvain Grenier et René Duprée) pour conserver le World Tag Team Championship(9:03)
  - RVD a effectué le tombé sur Grenier après un Five-Star Frog Splash.
- Goldust def. Rico(9:53)
  - Goldust a effectué le tombé sur Rico après un Director's Cut.
- Le Highlight reel de Chris Jericho avec Steve Austin et Eric Bischoff.
- The Dudley Boyz (Bubba Ray, D-Von, et Spike) def. Rodney Mack, Christopher Nowinski et Theodore Long(9:15)
  - Après le match, Nowinski recevait un 3D à travers une table.
- Scott Steiner def. Test (avec Val Venis en tant qu'arbitre spécial et Stacey Keibler en tant qu'annonceuse spéciale)(6:49)
  - Steiner a effectué le tombé sur Test après un Steiner Flatliner.
- Triple H (w/Ric Flair) def. Kevin Nash (w/Shawn Michaels) dans un Street Fight pour conserver le World Heavyweight Championship(16:33)
  - Triple H a effectué le tombé sur Nash après l'avoir frappé avec un sledgehammer.